# Tromvik
Tromvik est une localité du comté de Troms, dans l'île de Kvaløya en Norvège.

## Géographie
Administrativement, Tromvik fait partie de la kommune de Tromsø.
Le village de Tromvik est desservi uniquement par la route RV57 qui s'y arrête.

## Quelques vues de Tromvik

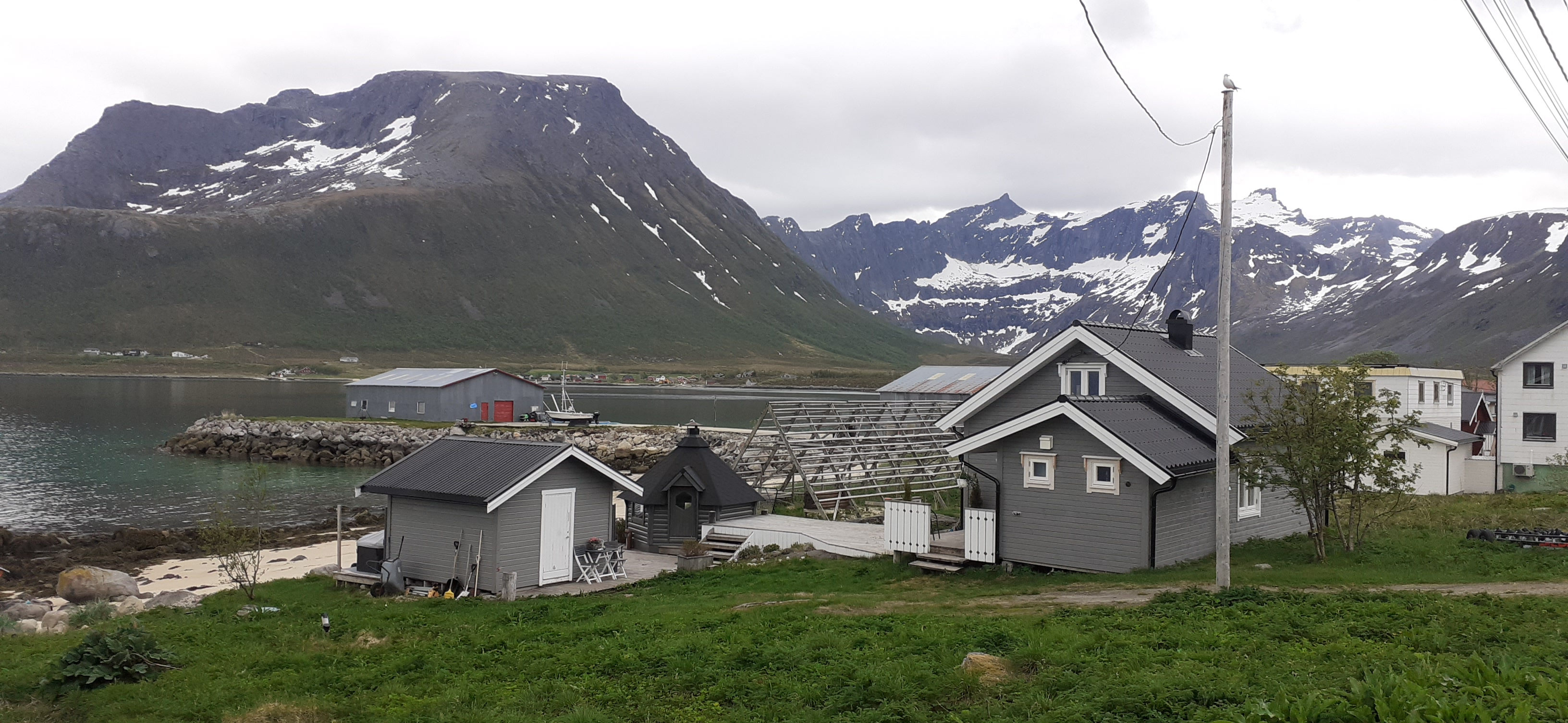
Vue du Ramnafjellet depuis Tromvik
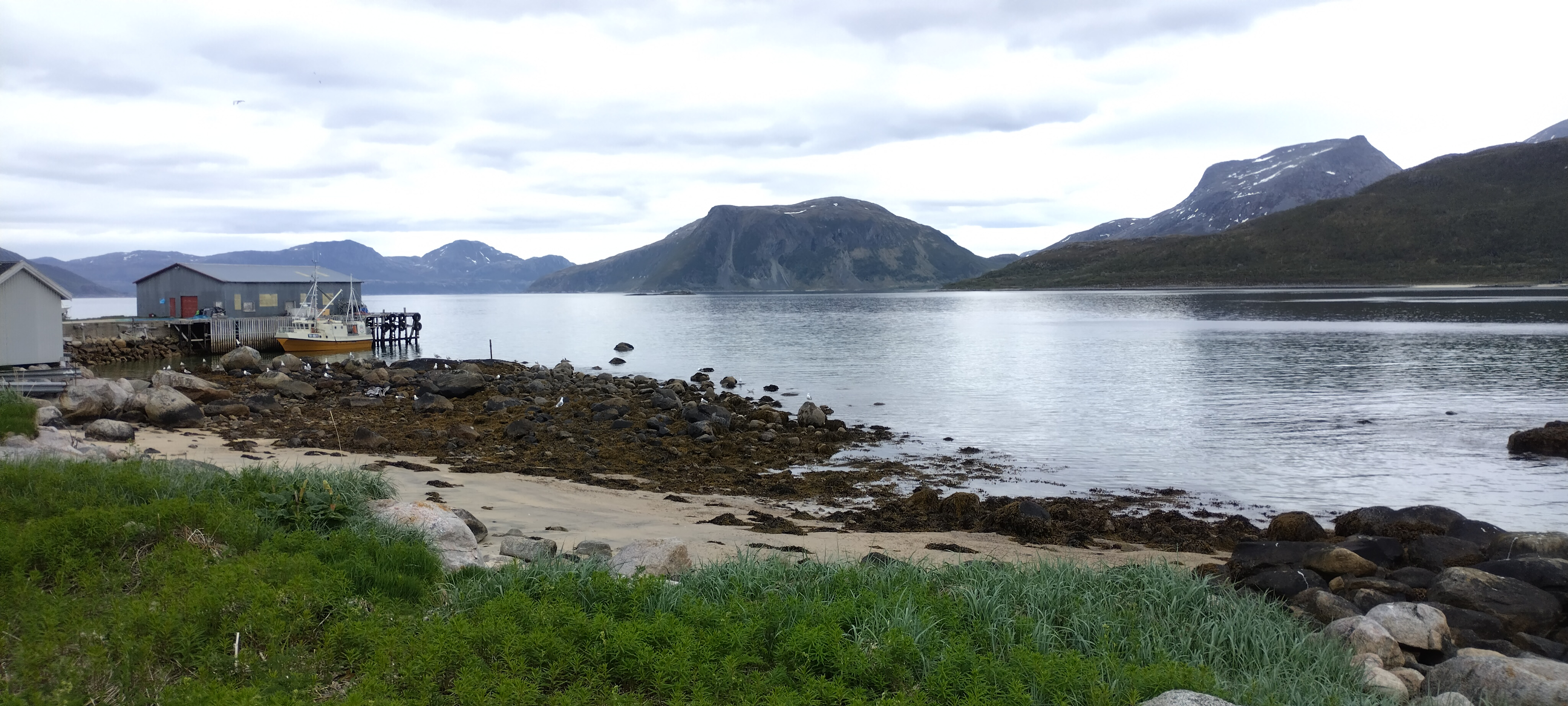
Plage et quai de la pêcherie